# Ninja (Six Flags Magic Mountain)
Ninja is een stalen hangende achtbaan in attractiepark Six Flags Magic Mountain in Californië.

## Algemene Informatie
Ninja is gebouwd door (het inmiddels failliet gegane) Arrow Dynamics, Six Flags gaf hier in 1988 opdracht voor. Het is de snelste achtbaan in de Verenigde Staten in zijn soort. Ninja is naast drie omgekeerde achtbanen de vierde achtbaan in Six Flags Magic Mountain waar de bezoekers onder de rails hangen.
In 2007 heeft Ninja een nieuw laagje verf gekregen. De baan en de stalen constructie zijn rood geverfd.